# Compact Disc Digital Audio
Die Compact Disc Digital Audio (kurz CD-DA, auch Audio Compact Disc oder Audio-CD) ist ein optischer Massenspeicher, der seit 1979 von Philips und Sony zur Speicherung digitaler Audio-Daten entwickelt wurde. Sie löste innerhalb weniger Jahre die Schallplatte als wichtigsten Tonträger ab. Die CD-DA ist seit 1983 im „Red Book“ standardisiert.
Bis in die 1990er Jahre war „Compact Disc“ bzw. „CD“ gleichbedeutend mit der Audio-CD.
1992 kamen CD-Rohlinge in den Handel, auf die man mit einem CD-Rekorder oder einem CD-Brenner am Personal Computer selbst Daten aufspielen konnte, was häufig zu sogenannten Raubkopien gekaufter CDs genutzt wurde. Einige Jahre später waren Brenner in PCs zum normalen Standard geworden, wobei die Preise von anfänglich noch über 1000 DM in den unteren zweistelligen Bereich sanken.

## Geschichte

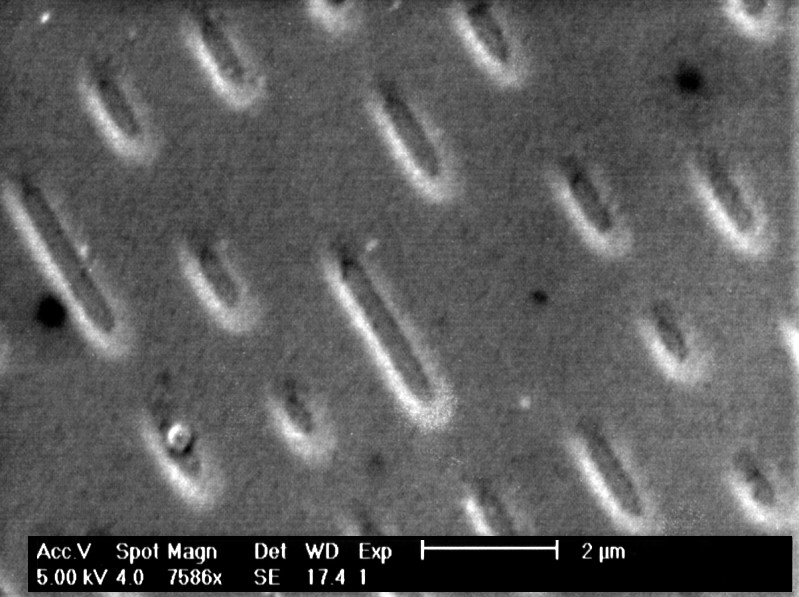
CD betrachtet mit Raster-Elektronen-Mikroskop (Schutzlack entfernt)

In den frühen 1970er Jahren gab es verschiedene Ansätze zu optischer analoger Datenaufzeichnung auch von Musik- und Videodaten, die zum Teil zu Patenten führten (in den USA James T. Russell und David Paul Gregg). Bei Philips schlug Klaas Compaan 1969 die Verwendung optischer Aufzeichnung für Video vor.
Seit Mitte der 1970er Jahre forschten Techniker vieler Elektronikkonzerne im Bereich digitaler Audio-Aufzeichnung. Die ersten Prototypen basierten auf magnetischen Speichermedien, wie etwa der klassischen Audiokassette. Das erste Gerät auf dem Markt war im Jahr 1977 eine Erweiterung des Betamax-Videorekorders der Firma Sony um einen Analog-Digital- bzw. Digital-Analog-Wandler (PCM-Modulator bzw. -Demodulator). Dabei wird durch den Videorekorder statt eines Video-Signals das PCM-Signal aufgezeichnet, das – durch entsprechende Kodierung in Zeilen bzw. Bilder (Frames) – aus der Sicht eines Videorekorders wie ein Videosignal aussieht. (Das PCM-Kodierverfahren wurde später auch vom Nachfolger DVD-Audio übernommen.) Das klobige Gerät und die Störgeräusche bei der Aufnahme konnten die Konsumenten nicht überzeugen. Sony entwickelte spezielle Verfahren, um die Störgeräusche zu eliminieren. Um diese Verfahren zu testen, wurden heimlich bei einer Probe eines Konzertes von Herbert von Karajan im September 1978 Aufnahmen gemacht. Karajan wurde später von Sony eingeladen, die Aufnahmen zu beurteilen.

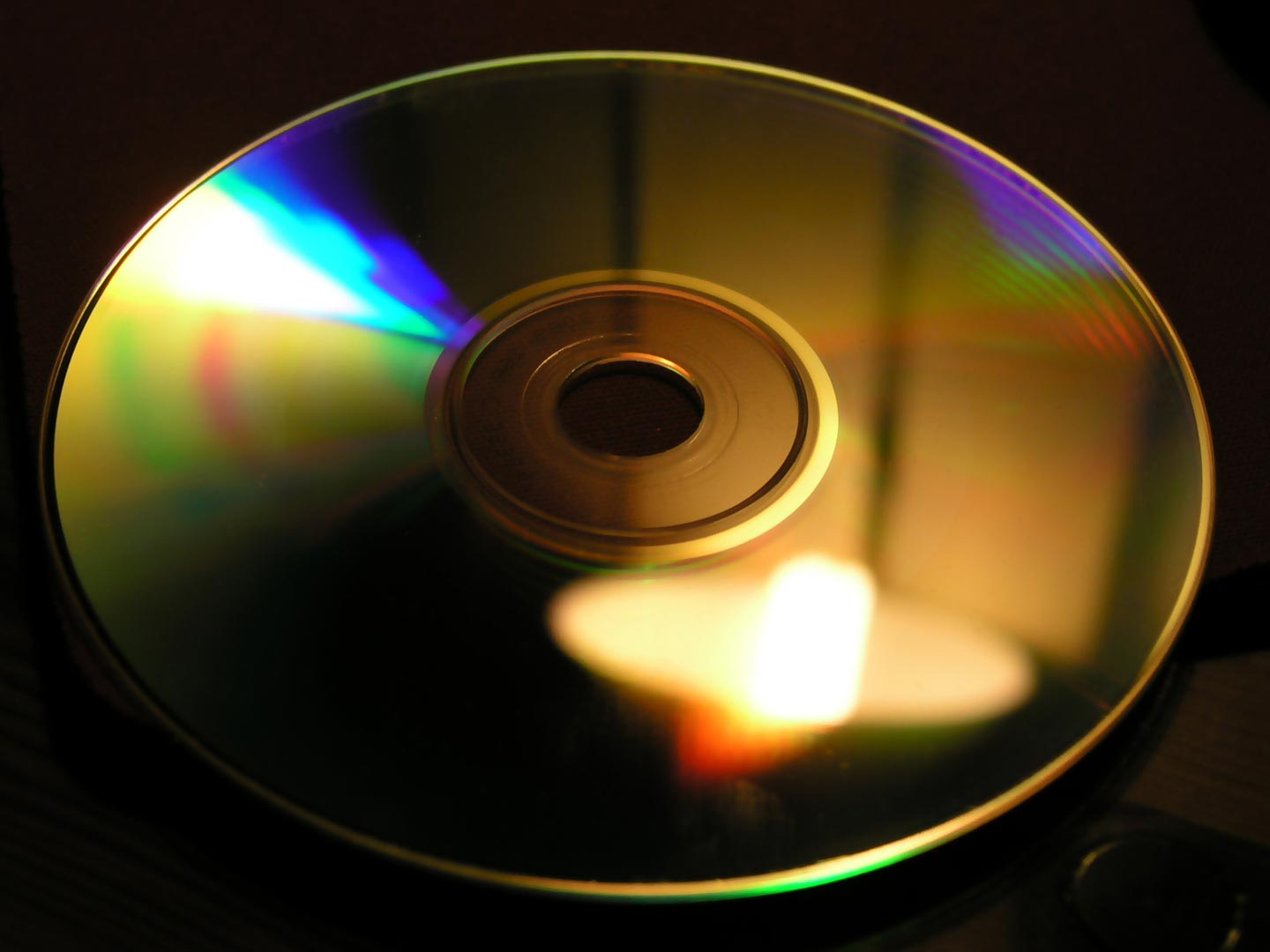
Lichtbeugung an einer Compact Disc

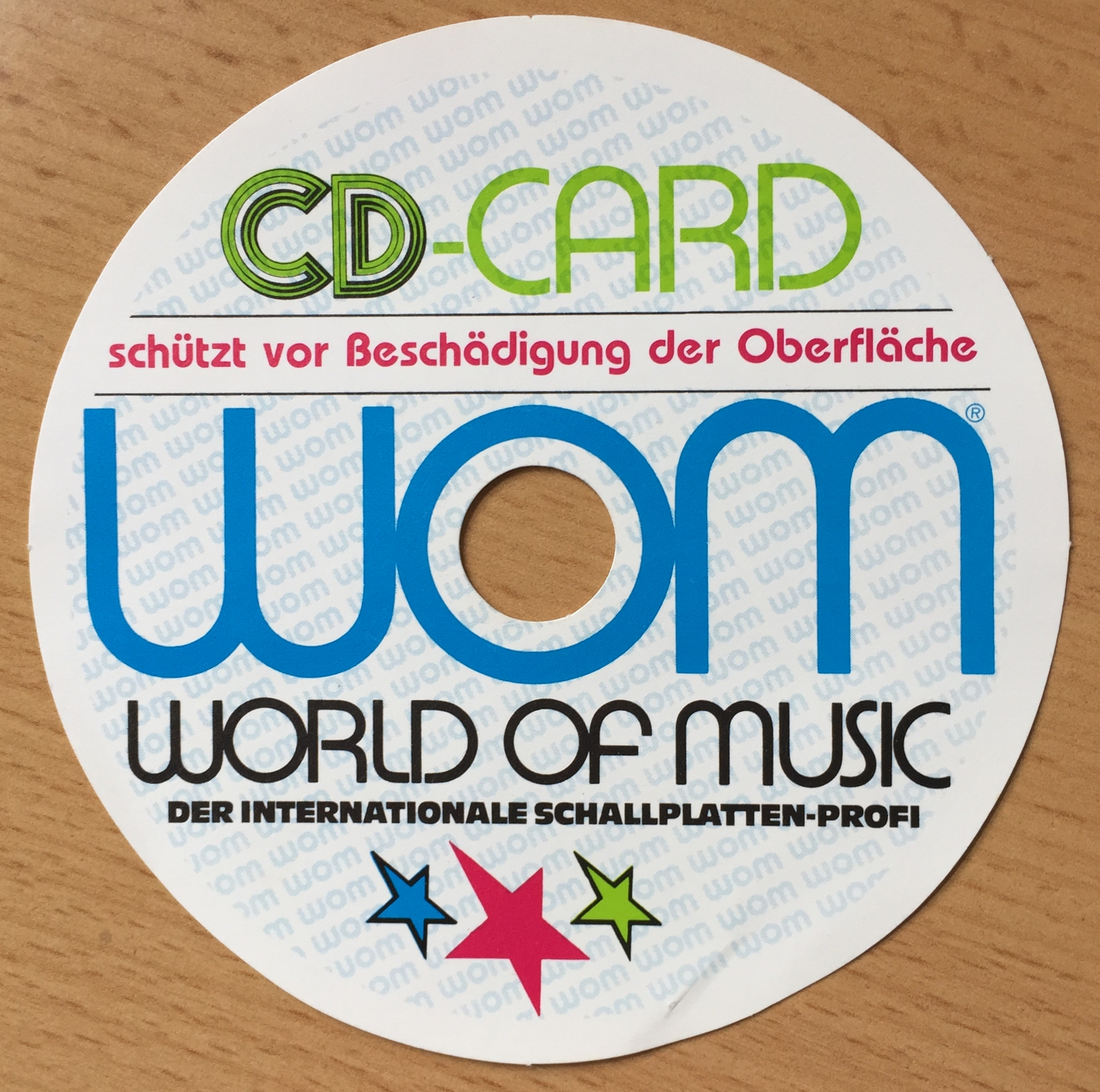
Schutzeinleger gegen Zerkratzen der CD-Oberseite bei Nutzung einer Ladendiebstahlsicherung im Tray, von World of Music

Zur gleichen Zeit arbeitete das Team um Lou Ottens bei Philips an der optischen Aufzeichnung von Bildsignalen, die die Videotechnik revolutionieren sollte. U. a. wurde auf der Funkausstellung Berlin die Bildplatte vorgestellt, die etwa das Format einer LP besaß und von einem entsprechend großen Abspielgerät wiedergegeben wurde. Bald entwickelte sich die Idee, diese Technologie auch für digitale Klänge zu nutzen. Beide Unternehmen standen plötzlich vor einem Problem. Sie hatten die neuen optischen Datenträger (Laserdisc), ähnlich der Schallplatte, mit einem Durchmesser von 30 cm geplant. Bei der Aufzeichnung von bewegten Bildern konnten sie darauf etwa 30 Minuten Videomaterial unterbringen. Bei Audiodaten reichte aber die Kapazität für 13 Stunden und 20 Minuten. Sony war klar, dass das Geschäftsmodell der Musikindustrie zusammenbrechen würde, wenn solche Mengen an Musik an die Verbraucher vermarktet werden sollte. Nachdem die Compact Cassette (Audiokassette) im Jahr 1963 von Philips allein entwickelt worden war, versuchten nun beide Unternehmen einen gemeinsamen Standard herbeizuführen. Der für die Spieldauer entscheidende Durchmesser der CD wurde durch die Philips-Führung folgendermaßen begründet: Die Compact Cassette war ein großer Erfolg, die CD sollte nicht viel größer sein. Die Compact Cassette hatte eine Diagonale von 11,5 cm, am Ende war die CD 0,5 cm größer. Sony bevorzugte ursprünglich einen kleineren Durchmesser (10 cm). Allerlei moderne Legenden ranken sich um die Festlegung dieser Parameter; eine der populärsten ist folgende:
Nach einigen Differenzen plädierte Norio Ōga, ausgebildeter Opernsänger und damals Vizepräsident von Sony, dafür, dass die neue CD Ludwig van Beethovens Neunte Sinfonie in voller Länge enthalten sollte. Das Werk war zuvor immer auf zwei Schallplatten „verteilt“ worden. Ōgas Lieblingsversion, dirigiert von Herbert von Karajan, dauert 66 Minuten, die Techniker hielten sich an die damals längste zur Verfügung stehende Version von Wilhelm Furtwängler. Die Aufnahme aus dem Jahr 1951 mit dem Orchester der Bayreuther Festspiele hat eine Spieldauer von exakt 74 Minuten. 74 Minuten bedeuteten zwölf Zentimeter Durchmesser des optischen Datenträgers. Die Entwickler von Philips hätten mit Skepsis reagiert, da eine so große Scheibe nicht in die Anzugtaschen passen würde. Daraufhin hätten Sony-Entwickler Anzüge aus aller Welt ausgemessen, mit dem Ergebnis, dass für zwölf Zentimeter überall Platz sei.

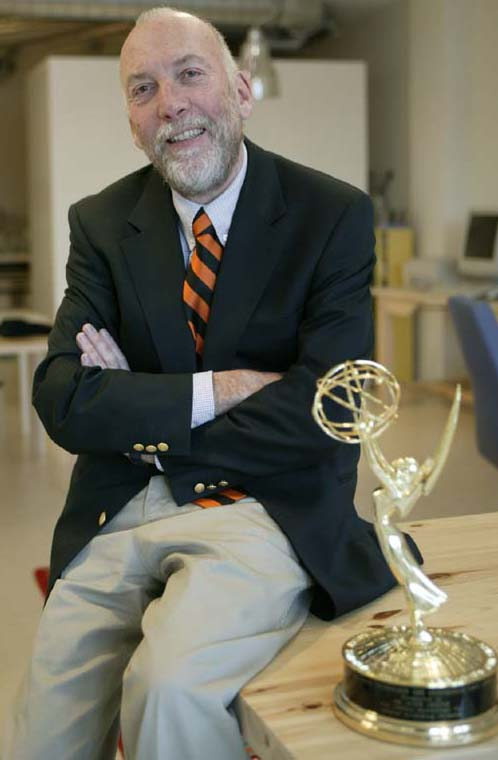
Kees Schouhamer Immink erhielt einen persönlichen technischen Emmy Award für seine kreativen Beiträge der Compact Disc, DVD und Blu-Ray.

Nach einer anderen Version war es die Ehefrau von Ōga, die darauf bestand. Eine ähnliche Version der Geschichte wird von Philips offiziell verbreitet; der Einfluss von Beethoven auf die CD-Spieldauer ist jedoch nach einem der damals beteiligten Philips-Entwickler Kees A. Schouhamer Immink eine Legende, die von den Public-Relations-Abteilungen der Firmen erfunden wurde, wenn auch teilweise mit realem Hintergrund (Philips holte Informationen bei der Tochter Polygram ein, und die längste Schallplattenlaufzeit war die von Beethovens Neunter mit Furtwängler). In Wirklichkeit trafen sich die Entwickler von Sony und Philips 1979 und einigten sich auf 115 mm Durchmesser (wobei die unterschiedlichsten Argumente und Parameter eine Rolle spielten, auch der verwendete Code), die Firmenleitungen von Philips und Sony entschieden sich aber im Mai 1980 für 120 mm und übergingen damit die Entwickler. Der Grund für den Wechsel auf 12 cm war nach Immink, dass Philips mit 11,5 cm einen Wettbewerbsvorteil gehabt hätte, da ihre Produktionsanlagen schon darauf eingestellt waren, was Sony nicht passte. Sowohl Durchmesser als auch Spieldauer waren schon definiert, bevor der Leitungscode festgelegt war. Im Rahmen der Entwicklung wurde zuletzt mit einer Kodierung experimentiert, die eine Variante eines von Ampex patentierten Codes ist. Dadurch, dass es Philips in letzter Minute gelang, stattdessen die um 30 % effizientere Eight-to-Fourteen-Modulation (EFM) zu implementieren und mit in den Standard aufzunehmen, wurde es zusammen mit dem 5 mm größeren Durchmesser möglich, Spurweite und Bitzellenlänge zu vergrößern, so dass die Produktion der CDs mit großzügigeren Toleranzen arbeiten kann.
Bei Einführung der CD war die maximale Spieldauer durch die Laufzeit der als Datenspeicher beim Mastering-Prozess benutzten U-matic-Kassetten auf 72 Minuten festgelegt. Erst 1988, als Alternativen zur Datenspeicherung zur Verfügung standen, konnte Beethovens Neunte in der Furtwängler-Version auf einer CD untergebracht werden.
Die „krumme“ Abtastrate von 44,1 kHz kam durch folgenden Umstand zustande: Das damals im Studiobereich weit verbreitete U-matic von Sony speicherte entsprechend hochfrequente digitale Signale dauerhaft auf Magnetband. Es existierten spezielle Konverter (PCM-1610 und PCM-1630), die Audiodaten mit 16 Bit digitalisierten und ein „Video“-Signal erzeugten, das von dem U-Matic-Videorekorder aufgezeichnet werden konnte. Pro Videobildzeile konnten 96 Bit kodiert werden. Bei 294 nutzbaren Zeilen und 50 Bildern pro Sekunde (die Halbbilder des PAL-Videosignals) konnten so 96 × 294 × 50 = 1.411.200 Bit pro Sekunde gespeichert werden. Bei 2 × 16 Bit pro Abtastwert ergab sich so eine Abtastrate von 44.100 Werten pro Sekunde.
Insbesondere auf älteren CDs ist angegeben, ob die einzelnen Aufnahmeschritte (Aufnahme, Mischung, Premaster) analog oder digital erstellt worden sind. Dazu werden die Abkürzungen AAD, ADD, DAD und DDD verwendet.
Im Jahr 1980 wurde von Philips und Sony für Audioaufnahmen der Red-Book-Standard festgelegt. Der Durchmesser des Innenloches der CD (15 mm) wurde eher zufällig durch die niederländischen Philips-Entwickler bestimmt. Als Maßstab diente das seinerzeit weltweit kleinste Geldstück, das niederländische Zehn-Cent-Stück (das sogenannte Dubbeltje), das ein Entwickler bei der Festlegung des Durchmessers bei sich hatte.
Die Compact Disc wurde der Weltöffentlichkeit am 15. April 1981 in Salzburg im Rahmen einer gemeinsamen Pressekonferenz der Firmen Philips, Sony und Polygram vorgestellt. Diese fand auf Einladung Herbert von Karajans, unter seiner Mitwirkung, während der von ihm gegründeten Osterfestspiele statt. Einer breiteren Öffentlichkeit wurde die CD im selben Jahr im September auf der Funkausstellung 1981 in Berlin präsentiert.
Im Jahr darauf, am 17. August 1982, begann in Langenhagen bei Hannover in den Produktionsstätten der damaligen Polygram die weltweit erste industrielle Produktion des letzten ABBA-Albums The Visitors, und zwar noch bevor am 1. Oktober 1982 mit dem Sony CDP-101 der erste in Serie produzierte CD-Spieler auf dem Markt angeboten werden konnte. Am 17. August 1982 begann bei Polygram auch die Produktion einer CD mit Claudio Arraus Interpretation der Walzer von Frédéric Chopin.
1983 kostete eine Compact Disc zwischen 30 und 45 DM, rund 700 Titel waren verfügbar. Im selben Jahr wurden in der Bundesrepublik Deutschland rund 70.000 CD-Player verkauft, deren Anschaffungspreis 1984 zwischen 650 und 1800 DM lag. Im Jahr 1988 wurden weltweit bereits 100 Millionen Audio-CDs produziert. Ab diesem Jahr gab es Systeme, mit denen CDs gebrannt werden konnten.
Absatzzahlen 1984–1991 und 2001–2023 in der Bundesrepublik Deutschland:
| Jahr | Langspielplatte [Mio. Stück] | Compact Disc (ohne CD-Single) [Mio. Stück] |
| ---- | ---------------------------- | ------------------------------------------ |
| 1984 | 71,1                         | 003,0                                      |
| 1985 | 74,0                         | 006,8                                      |
| 1986 | 68,8                         | 013,3                                      |
| 1987 | 66,3                         | 022,8                                      |
| 1988 | 57,6                         | 039,2                                      |
| 1989 | 48,3                         | 056,9                                      |
| 1990 | 44,7                         | 076,2                                      |
| 1991 | 23,4                         | 102,2                                      |
|      |                              |                                            |
| 2001 | 00,6                         | 133,7                                      |
| 2002 | 00,6                         | 129,4                                      |
| 2003 | 00,6                         | 106,3                                      |
| 2004 | 00,5                         | 105,3                                      |
| 2005 | 00,4                         | 106,9                                      |
| 2006 | 00,3                         | 108,3                                      |
| 2007 | 00,4                         | 107,6                                      |
| 2008 | 00,5                         | 105,1                                      |
| 2009 | 00,5                         | 103,3                                      |
| 2010 | 00,6                         | 098,7                                      |
| 2011 | 00,7                         | 096,9                                      |
| 2012 | 01,0                         | 092,8                                      |
| 2013 | 01,4                         | 088,0                                      |
| 2014 | 01,8                         | 087,1                                      |
| 2015 | 02,1                         | 083,6                                      |
| 2016 | 03,1                         | 073,8                                      |
| 2017 | 03,3                         | 062,8                                      |
| 2018 | 03,1                         | 046,2                                      |
| 2019 | 03,4                         | 040,0                                      |
| 2020 | 04,2                         | 032,2                                      |
| 2021 | 04,5                         | 025,1                                      |
| 2022 | 04,3                         | 019,4                                      |
| 2023 | 04,6                         | 016,2                                      |

Hinweis: Das Jahr des größten Absatzes ist jeweils grau hinterlegt.

## Bedeutung

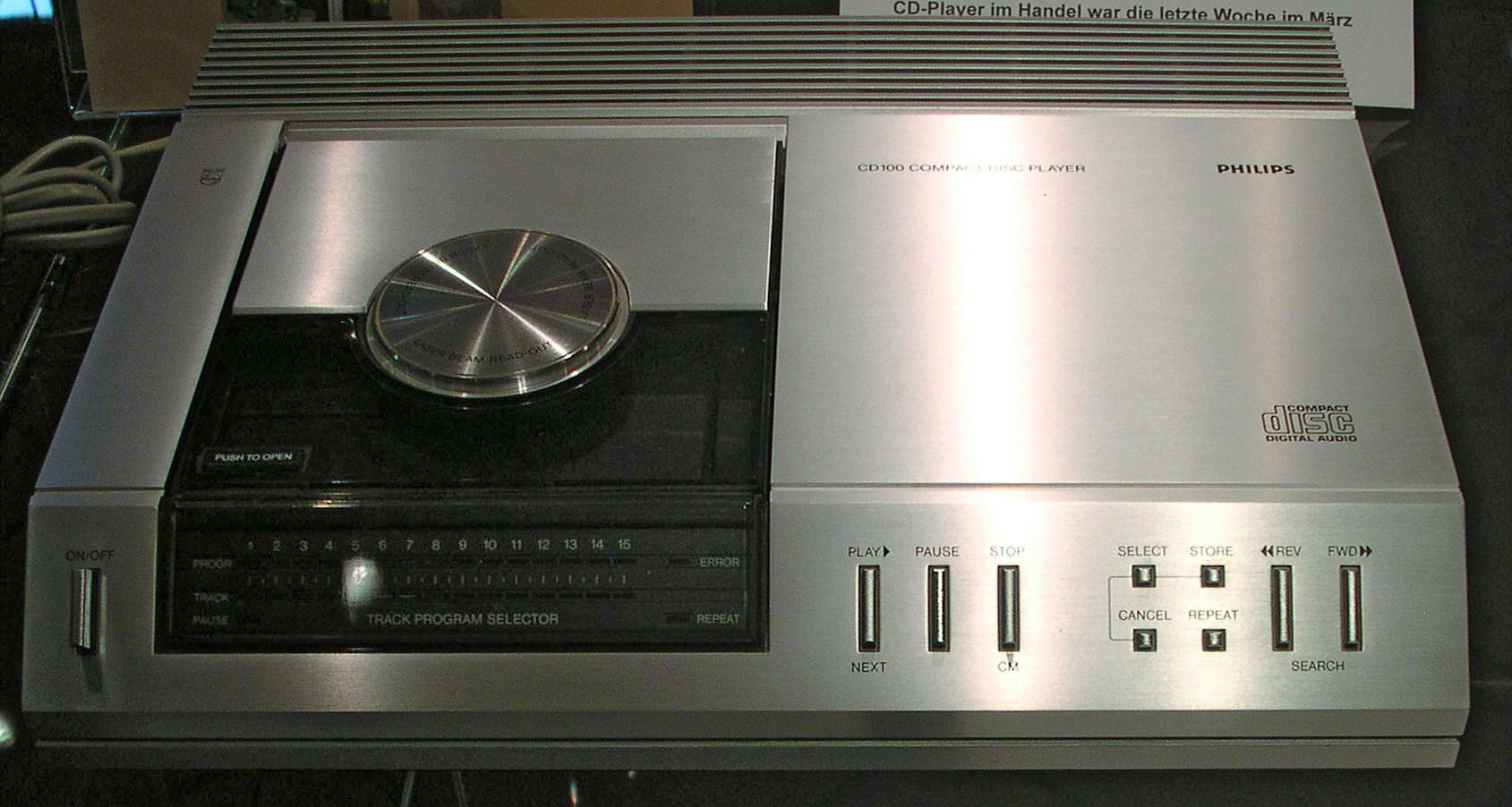
Philips CD-100, einer der ersten CD-Spieler (1983)

Bereits wenige Jahre nach der Markteinführung der CD im Jahr 1982 wurde das digitale Medium populärer als die Vinyl-Schallplatte; allein in den USA wurden bis 1984 über 400.000 CD-Player verkauft, 1985 waren es weltweit bereits fünf Millionen Geräte. Im Jahr 1988 wurden 400 Millionen CDs weltweit produziert.
Anfang der 1990er Jahre verschwanden LPs dann größtenteils aus den ehemaligen „Schallplattenläden“. Millionen von Käufern ersetzten ihre teilweise jahrzehntelang aufgebauten Schallplattensammlungen durch Audio-CDs und ermöglichten der Musikindustrie so Rekordumsätze nach Jahren der Rezession. Das Boomjahr der deutschen Musikindustrie war 1997, als die Branche rund 2,6 Milliarden Euro erwirtschaftete.
In Deutschland werden Audio-CDs steuerrechtlich nicht als wertvolle Kulturgüter betrachtet; für Audio-CDs wird der Umsatzsteuerregelsatz erhoben, während für Bücher und Musikalien der ermäßigte Umsatzsteuersatz gilt.
Etwa seit der Jahrtausendwende beklagen die Plattenfirmen jedoch wieder zurückgehende Umsätze. Die Umsatzeinbrüche liegen bei bis zu 10 Prozent; deutsche Plattenfirmen verloren 2003 sogar ein Fünftel ihres Umsatzes; im Jahr 2002 war der Umsatz bereits um mehr als 11 Prozent auf weniger als zwei Milliarden Euro zurückgegangen.
Nach Aussage der Musikbranche verursachen ihr vor allem Schwarzkopien Probleme, die über Tauschbörsen verbreitet werden, sowie Kopien von Audio-CDs. Von Schallplatten konnten Musiktitel nur mit Band-Aufzeichnungsgeräten kopiert werden, z. B. auf Musikkassetten, was bei jeder weiteren Kopie mit Qualitätseinbußen einherging. Mit digitalen Medien sind hingegen verlustfreie bzw. identische Kopien möglich.
Nach Ansicht der Musikbranche übersteige die Zahl der mit Musik bespielten CD-Rohlinge (2002: 267 Millionen) die der verkauften Musik-CDs (2002: 166 Millionen) bei weitem; wie diese Zahlen ermittelt worden sein sollen, verraten die Vertreter der Musikindustrie indes nicht. Kritiker werfen der Musikbranche vor, die Konzerne hätten die Zeichen der Zeit – zum Beispiel die Entwicklung eines konsequenten Vertriebs als Internet-Download – verschlafen und würden sich nun in Schadensbegrenzung (konsumentenfeindliche Kopierschutzmaßnahmen, Strafverfahren gegen Internet-Musiktauschbörsen, Kampagnen mit der Parole „Raubkopierer sind Verbrecher“) üben.
Ein weiterer Grund ist die Zurückhaltung mancher Verbraucher, Musik von schlechter Qualität und niedrigem Schöpfungswert zu kaufen. Zudem findet nicht jeder heruntergeladene Titel den Weg auf einen CD-Rohling; häufig wird ein heruntergeladener Titel nach dem ersten Hören wieder gelöscht.

## Technik und Standardisierung
Die Audio-CD ist eines der offiziellen CD-Formate, die in den sogenannten Rainbow Books beschrieben werden und das Compact-Disc-Logo tragen dürfen. Die Formatspezifikation der Audio-CD, korrekt als CD-DA bezeichnet, ist 1980 unter der Bezeichnung Red Book durch das ANSI IEC-908 standardisiert worden; diese Norm ermöglichte es, dass ursprünglich jeder CD-Player und jedes CD-ROM-Laufwerk jede Audio-CD abspielen konnte – solange sich die Hersteller der CD an die Norm hielten.
IEC 60908 wurde vom CEN als EN 60908 übernommen.
Eine Audio-CD enthält in dieser ursprünglichen Form ausschließlich Audio-Daten und keine multimedialen oder textuellen Zusatzinformationen. Erweiterungen zur CD-DA wie Mixed Mode CD, Enhanced CD/CD-Plus, CD+MIDI, CD+G oder CD-Text können jedoch Zusatzinformationen enthalten, die durch das normale Dateisystem des Computer-Betriebssystems lesbar sind. Dies kann zu Abspielproblemen führen, sobald nicht normgerechter Kopierschutz eingesetzt wird.
Die Audio-Daten werden unkomprimiert gespeichert. Das Red-Book-Format unterstützt nur ein einfaches Verfahren zum Erkennen oder Korrigieren von Lesefehlern, den sogenannten Cross-interleaved Reed-Solomon Code (CIRC), und erlaubt bis zu 250 Fehler pro Sekunde. Gute CD-Player können auch etwas höhere Fehlerzahlen noch (fast) unhörbar überdecken.
Die CD selbst ist eine 1,2 mm dicke Scheibe mit einem Durchmesser von 12 cm oder 8 cm (CD-Single), die aus einem Polycarbonat-Träger besteht, auf den eine dünne Aluminiumschicht aufgetragen wird. Die Spirale in der die Daten gespeichert werden, beginnt in der Nähe der Mitte der Scheibe und verläuft nach außen zum Rand. Die Scheibe muss ein Gewicht von 14 g bis 33 g (6 g bis 16 g für CD-Single) besitzen und darf in einem Temperaturbereich von - 25 °C bis 70 °C abgespielt werden.

## Datenformat
Die Audiodaten werden mit einer Abtastrate von 44,1 kHz (44.100-mal in der Sekunde), als 16-Bit-Werte und mit zwei Kanälen (Stereo, erst links, dann rechts) aufgezeichnet. Dies entspricht 1.411.200 Bit/s oder den üblich angegebenen 1.411 kbit/s. Die Datenübertragungsrate einer Audio-CD ist jedoch etwas höher, da für jeweils 24 Bytes Audio-Nutzdaten ein zusätzliches Byte mit sogenannten Subkanaldaten aufgezeichnet wird.
Die Bandbreite einer Audio-CD liegt bei 5 Hz bis 20 kHz, der Dynamikumfang bei 96 dB. Dabei ist das rekonstruierte analoge Audiosignal bei entsprechender Implementierung des Digital-Analog-Umsetzers prinzipiell vollständig von der Qualität des Datenträgers abgekoppelt, solange die Nutzdaten fehlerfrei zur Verfügung stehen.
Die Daten werden in Datensätzen zusammengefasst, die Small-Frame genannt werden. Jeder Small-Frame enthält 33 Bytes. Davon sind 24 Byte Audio-Daten (also genau sechs Stereo-Samples), 8 Byte enthalten Fehlerkorrekturdaten und ein sogenanntes Subcode-Byte. Die Bits des Subcode-Bytes werden mit P bis W bezeichnet. Die jeweiligen Bits der aufeinanderfolgenden Subcode-Bytes bilden je einen sogenannten Subchannel. Die einzelnen Subchannel werden ebenfalls mit P bis W bezeichnet.
Jeweils 98 Small-Frames werden zu einem Block (auch Sektor oder Frame genannt) zusammengefasst. Jeder Block enthält somit 2352 Byte Audiodaten. Dieses entspricht 1/75 Sekunde oder 588 Abtastwerten (Samples). Die 98 Subcode-Bytes ergeben die acht Sub-Channels P bis W zu je 98 Bit. Die Audio-CD nach dem Red-Book-Standard benutzt nur die Subchannel P und Q. Subchannel P enthält ein einfaches Musik-Pause-Flag. Dieses kann von CD-Spielern genutzt werden, um Pausen zu überspringen. Dieses Merkmal wird jedoch von manchen Geräten nicht unterstützt. Die ersten beiden Subcode-Bytes eines Blocks sind sogenannte Subcode-Synchronisationsworte namens S0 (Bitfolge: 00100000000001) und S1 (Bitfolge: 00000000010010).
Subchannel Q enthält dagegen zahlreiche Informationen. Die 98 Q-Channel-Bits eines Blocks haben folgenden Aufbau:
- 2 Bit Synchronisation
- 4 Bit ADR – Gibt an, welche Daten der Q-Channel in diesem Sektor enthält:
  - 0 = keine Q-Channel-Daten
  - 1 = Positionsinformationen (siehe unten)
  - 2 = Medienkatalognummer (z. B. UPC oder EAN)
  - 3 = ISRC
  - 4 bis 15 = reserviert
- 4 Bit Kontrollbits
  - Bit 0: 1 = Audiodaten mit Pre-Emphasis; 0 = ohne
  - Bit 1: 1 = Digitalkopie erlaubt; 0 = Digitalkopie verboten
  - Bit 2: 1 = Datenspur; 0 = Audiospur
  - Bit 3: 1 = Vierkanal-Audio (Quadrophonie); 0 = Zweikanal-Audio (Stereo)

Falls der Q-Channel Positionsinformationen enthält, werden diese wie folgt kodiert:
- 08 Bit Spurnummer
- 08 Bit Index Point
- 24 Bit Sektoradresse (relativ zum Spuranfang)
- 08 Bit reserviert (0)
- 24 Bit absolute Sektoradresse
- 16 Bit CRC-Prüfsumme

Da der Q-Channel verschiedene Daten enthalten kann, wie man an den 4 ADR-Bits sieht, kann nicht jeder Sektor seine Positionsinformationen enthalten. Falls ein Sektor keine Positionsinformationen enthält oder die Verifikation mit der CRC-Prüfsumme des Q-Subchannels einen Lesefehler erkennen lässt, zeigen die meisten CD-Spieler einen interpolierten Wert an. Laut Red-Book-Standard müssen jedoch neun von zehn Sektoren Positionsinformationen enthalten, so dass beim Abspielen einer CD sehr rasch neue Positionsinformationen zur Verfügung stehen.
Die Subchannel R bis W sind bei reinen Audio-CDs ungenutzt und werden von den meisten Audio-CD-Spielern ignoriert.
Erweiterte Formate, wie CD-Text oder CD+G kodieren dort ihre Zusatzdaten.
Die 6 Bits der Kanäle R bis W werden zu einem sogenannten Symbol zusammengefasst. 24 Symbole hintereinander ergeben ein sogenanntes Pack, womit jeder Block vier Packs (abzüglich der beiden Synchronisationssymbole am Anfang des Blocks) enthält. Das erste Symbol eines Packs legt den Inhalt des Packs fest, wozu das Symbol in zwei 3-Bit-Schalter namens Mode und Item unterteilt wird.
| Mode | Item | Binärwert | Anwendung                  |
| ---- | ---- | --------- | -------------------------- |
| 0    | 0    | 000 000   | Null-Mode                  |
| 1    | 0    | 001 000   | Zeilen-Grafik-Mode         |
| 1    | 1    | 001 001   | TV-Grafik-Mode             |
| 1    | 2    | 001 010   | Erweiterter-TV-Grafik-Mode |
| 2    | 4    | 010 100   | CD-Text-Mode               |
| 3    | 0    | 011 000   | MIDI-Mode                  |
| 7    | 0    | 111 000   | Benutzer-Mode              |

Auf einer Audio-CD können bis zu 99 Spuren gespeichert werden. Eine Spur entspricht dabei in der Regel einem Musikstück. Jede Spur kann außerdem durch bis zu 99 Index Points weiter unterteilt werden (beispielsweise für die Sätze einer Sinfonie oder Arien innerhalb einer Oper), heutige Wiedergabegeräte unterstützen diese Funktion jedoch häufig nicht mehr, da sie nur auf wenigen CDs verwendet wurde.
Eine standardkonforme Spur muss mindestens vier Sekunden (300 Sektoren) lang sein, Index Points müssen ebenfalls mindestens vier Sekunden Abstand voneinander haben. Zwischen den Spuren befindet sich der Track Pre-Gap, der bei standardkonformen Audio-CDs eine Länge von mindestens zwei Sekunden haben muss und den Audio-Ruhepegel haben muss. Viele Audio-CDs enthalten aber Spuren, die nahtlos ineinander übergehen, ohne dass eine hörbare Pause zwischen ihnen besteht.
Die Adressierung der Sektoren lehnt sich dabei an den Einsatzzweck als Tonträger an: Die Sektoren werden in dem Format Minute:Sekunde:Frame adressiert. Diese Adressierung wird MSF-Format genannt. Zur Vereinfachung der Anzeige werden diese Daten BCD-kodiert auf der CD gespeichert. Der Wert für Sekunden ist auf 0–59, die Framenummer auf 0–74. Es sind somit Blockadressen von 00:00.00 bis 99:59.74 möglich, was für die ursprünglich konzipierte Spielzeit von 74 Minuten ausreichend ist. Es ist festgelegt, dass die erste Spur bei Sektor 00:00.00 beginnen soll. Bestimmte Bereiche der CD befinden sich jedoch vor der ersten Spur und benötigen daher negative Sektornummern. Diese werden mit einem Offset von 100 Minuten gespeichert, sodass sie in die nicht benötigten Adressbereiche von 80:00.00 bis 99:59.74 fallen. Ein MSF-Wert von 97:30.00 entspricht dabei einer Zeitposition von −2,5 Minuten auf der CD. Viele CD-Diagnoseprogramme sind in der Lage, diese Sektoren auszulesen und deren Inhalt, wie z. B. den Table Of Content (TOC) darzustellen, wenn das Laufwerk dies gestattet.
Die Sektoren einer Audio-CD enthalten keinen Header. Um zu erkennen, welcher Sektor gerade gelesen wird, muss das Laufwerk einen, bisweilen sogar mehrere Sektoren einlesen und die Daten des Q-Channels auswerten. Ursächlich dafür ist, dass das Aufzeichnungsformat nicht für wahlfreien Zugriff optimiert wurde.

### Low-level-Format
Die Datenbits werden nicht direkt in Pits und Lands auf die CD gepresst. Stattdessen werden die Daten über eine 8-zu-14-Kodierung in sogenannte Kanalbits (Channel bits) gewandelt. Die Kanalbits eines Datenbytes sind außerdem noch durch 3 Bit lange Pausen namens (sog. Koppelbits, englisch gap) voneinander getrennt, so dass pro Datenbyte der Platz von 17 Kanalbits benötigt wird.
Die 33 Bytes eines Small-Frames entsprechen 33 × 8 = 264 Datenbits. Auf der CD werden jedoch 33 × 17 = 561 Kanalbits gespeichert. Zu diesen kommen dann noch 24 Kanalbits zur Synchronisation und drei sogenannte merge bits, also 588 Kanalbits pro Small-Frame. Eine Sekunde Spieldauer auf einer Audio-CD entsprechen 7350 Small-Frames.
Ein Small-Frame baut sich folglich wie folgt auf:
| Zeichennummer | Anzahl Kanalbits | Name                             | Verwendung                          |
| ------------- | ---------------- | -------------------------------- | ----------------------------------- |
| –             | 24               | –                                | Synchronisationswort                |
| –             | 3                | –                                | Koppelbits                          |
| –             | 14               | –                                | Subcode (Steuer- und Anzeigesymbol) |
| –             | 3                | –                                | Koppelbits                          |
| 0             | 14               | WmA                              | Nutzdaten                           |
| –             | 3                | –                                | Koppelbits                          |
| 1             | 14               | WmB                              | Nutzdaten                           |
| –             | 3                | –                                | Koppelbits                          |
| 2             | 14               | WmA                              | Nutzdaten                           |
| –             | 3                | –                                | Koppelbits                          |
| 3             | 14               | WmB                              | Nutzdaten                           |
| –             | 3                | –                                | Koppelbits                          |
| 4             | 14               | WmA                              | Nutzdaten                           |
| –             | 3                | –                                | Koppelbits                          |
| 5             | 14               | WmB                              | Nutzdaten                           |
| –             | 3                | –                                | Koppelbits                          |
| 6             | 14               | WmA                              | Nutzdaten                           |
| –             | 3                | –                                | Koppelbits                          |
| 7             | 14               | WmB                              | Nutzdaten                           |
| –             | 3                | –                                | Koppelbits                          |
| 8             | 14               | WmA                              | Nutzdaten                           |
| –             | 3                | –                                | Koppelbits                          |
| 9             | 14               | WmB                              | Nutzdaten                           |
| –             | 3                | –                                | Koppelbits                          |
| 10            | 14               | WmA                              | Nutzdaten                           |
| –             | 3                | –                                | Koppelbits                          |
| 11            | 14               | WmB                              | Nutzdaten                           |
| –             | 3                | –                                | Koppelbits                          |
| 12            | 14               | {\displaystyle {\overline {Q}}m} | Paritätsdaten                       |
| –             | 3                | –                                | Koppelbits                          |
| 13            | 14               | {\displaystyle {\overline {Q}}m} | Paritätsdaten                       |
| –             | 3                | –                                | Koppelbits                          |
| 14            | 14               | {\displaystyle {\overline {Q}}m} | Paritätsdaten                       |
| –             | 3                | –                                | Koppelbits                          |
| 15            | 14               | {\displaystyle {\overline {Q}}m} | Paritätsdaten                       |
| –             | 3                | –                                | Koppelbits                          |
| 16            | 14               | WmA                              | Nutzdaten                           |
| –             | 3                | –                                | Koppelbits                          |
| 17            | 14               | WmB                              | Nutzdaten                           |
| –             | 3                | –                                | Koppelbits                          |
| 18            | 14               | WmA                              | Nutzdaten                           |
| –             | 3                | –                                | Koppelbits                          |
| 19            | 14               | WmB                              | Nutzdaten                           |
| –             | 3                | –                                | Koppelbits                          |
| 20            | 14               | WmA                              | Nutzdaten                           |
| –             | 3                | –                                | Koppelbits                          |
| 21            | 14               | WmB                              | Nutzdaten                           |
| –             | 3                | –                                | Koppelbits                          |
| 22            | 14               | WmA                              | Nutzdaten                           |
| –             | 3                | –                                | Koppelbits                          |
| 23            | 14               | WmB                              | Nutzdaten                           |
| –             | 3                | –                                | Koppelbits                          |
| 24            | 14               | WmA                              | Nutzdaten                           |
| –             | 3                | –                                | Koppelbits                          |
| 25            | 14               | WmB                              | Nutzdaten                           |
| –             | 3                | –                                | Koppelbits                          |
| 26            | 14               | WmA                              | Nutzdaten                           |
| –             | 3                | –                                | Koppelbits                          |
| 27            | 14               | WmB                              | Nutzdaten                           |
| –             | 3                | –                                | Koppelbits                          |
| 28            | 14               | {\displaystyle {\overline {P}}m} | Paritätsdaten                       |
| –             | 3                | –                                | Koppelbits                          |
| 29            | 14               | {\displaystyle {\overline {P}}m} | Paritätsdaten                       |
| –             | 3                | –                                | Koppelbits                          |
| 30            | 14               | {\displaystyle {\overline {P}}m} | Paritätsdaten                       |
| –             | 3                | –                                | Koppelbits                          |
| 31            | 14               | {\displaystyle {\overline {P}}m} | Paritätsdaten                       |
| –             | 3                | –                                | Koppelbits                          |

Näheres dazu, wie die Daten auf der CD gespeichert werden, siehe im Artikel Compact Disc.
Zur Darstellung der Audiospuren als .cda-Datei unter Windows siehe den Artikel Compact Disc Audio.

## Überlange Audio-CDs
Da die Spezifikation gewisse Toleranzen des physischen Formates (etwa des Spurabstands) enthält, ist es möglich, durch Ausreizen dieser Toleranzen (engeres Schreiben der Spuren) mehr Daten auf einer CD unterzubringen, als ursprünglich vorgesehen war.
Während CD-Rohlinge – die den gleichen grundlegenden Aufbau wie eine Audio-CD haben – zu Beginn der Massenfertigung eine Spielzeit von 74 Minuten aufwiesen, werden sie heute in der Regel so gefertigt, dass sie etwa 80 Minuten Spielzeit haben.
Auch gepresste Audio-CDs nach dem Red-Book-Standard weisen heute zunehmend Spielzeiten über 74 Minuten auf; insbesondere im Bereich der klassischen Musik. Da die Spezifikationen eine maximale Spieldauer bis zum Sektor 79:59.74 (also 360.000 Datensektoren plus Lead-in und Lead-out) zulassen, verletzen diese Audio-CDs nicht das Red Book und dürfen damit das CD-Logo tragen. Von nahezu allen CD-Spielern werden solche CDs problemlos abgespielt.
Eine weitere Erhöhung der Spurdichte erlaubt eine noch längere Spielzeit (90 bzw. 99 Minuten, entsprechend 405.000 oder 445.500 Sektoren). Hierbei werden die Spezifikationen des Red Book allerdings verletzt, da die erlaubten Toleranzen bei der Spurdichte überschritten werden und damit erhöhte Anforderungen an die Genauigkeit der Spurführung stellen. Zudem werden auf diesen Medien Sektoradressen benutzt, die vom Red-Book-Standard für die negativen Sektoradressen des Inhaltsverzeichnisses (TOC) der CD reserviert worden sind. Da viele CD-Laufwerke nur die Sektoren über 90:00.00 als negative Sektoradressen auffassen, sind sogenannte 90-Minuten-Rohlinge (die also Sektoren bis 89:59.74 enthalten) auf diesen Laufwerken noch abspielbar. Die sogenannten 99-Minuten-Rohlinge erfordern hingegen eine gewisse „Intelligenz“ von der Laufwerkselektronik, um zu erkennen, ob eine negative Sektoradresse oder eine am Ende der CD gemeint ist. In der Praxis wird meistens eine Heuristik eingesetzt, die wie folgt funktioniert: Ein gezieltes Auslesen von Adressen zwischen 90 und 99 liefert die Daten am CD-Anfang (negative Adressen), ein kontinuierliches Auslesen der CD mit steigenden Adressen wird dagegen erkannt, und es werden beim Übergang von Minute 89 zu 90 die Sektoren am Ende der CD ausgelesen. Aufgrund der Probleme, die 90- und 99-Minuten-Rohlinge verursachen, ist von diesen eher abzuraten, da man sich nicht sicher sein kann, ob sie später auf einem anderen Laufwerk wieder gelesen werden können.

## Kopierschutz

### Serial Copy Management System
Ähnlich dem DAT-Standard enthält die Audio-CD nach dem Red-Book-Standard ein Kopierschutzverfahren, wobei lediglich im Inhaltsverzeichnis (Table of Contents, TOC) ein Bit den Kopierschutz anzeigt. Zusätzlich befindet sich ein ähnliches Bit in jedem Q-Sub-Channel-Block, der drei Zustände anzeigen kann (siehe SCMS):
- Copy-Bits mit einer Frequenz von 9,375 Hz alternierend über die Sub-Channel-Blöcke gesetzt („1-0“) – bedeutet, dass keine digitale Kopie angefertigt werden darf
- Copy-Bits immer ungesetzt („0-0“) – bedeutet, dass eine digitale Kopie angefertigt werden darf, bei welcher die Kopierschutz-Bits alternierend gesetzt werden und somit selbst nicht kopiert werden kann
- Copy-Bits immer gesetzt („1-1“) – es dürfen beliebig viele Kopien angefertigt werden. Die Kopierschutz-Bits bleiben dabei unverändert.

Theoretisch sollten bei einem HiFi-CD-Spieler diese Flags korrekt auf dem Digitalen Ausgang ausgegeben werden. Allerdings werden bei den meisten Computer-Komponenten diese Flags ignoriert.
Ein mit einer Frequenz von 9,375 Hz (50 % Taktverhältnis) alternierendes Copy-Bit war ursprünglich vorgesehen, um zu signalisieren, dass die aktuelle Kopie von einer Person angefertigt wurde, die nicht über die erforderlichen Rechte des Urheberrechts verfügt. Unter anderem hat aber Sony begonnen, kommerzielle CDs in den Handel zu bringen, die mit dem alternierenden Copy-Bit versehen sind.

### Nicht der Norm entsprechende Verfahren

Copy Control-Logo der IFPI

Seit etwa 2001 werden auch Audio-CDs verkauft, die darüber hinausgehende Verfahren benutzen. Da diese CDs nicht mehr der Red-Book-Norm entsprechen, dürfen sie kein CD-DA-Logo tragen. Aufgrund der Normabweichung lassen sie sich nicht mehr in allen CD-Spielern abspielen.

#### Rechtslage
Derartige CDs müssen in Deutschland allerdings nach § 95 d UrhG seit dem 1. November 2003 durch den Hersteller deutlich gekennzeichnet werden. Die IFPI (International Federation of the Phonographic Industry) hat ein entsprechendes Logo für kopiergeschützte Audio-CDs eingeführt. Der Heise Zeitschriftenverlag betrieb eine Datenbank, in der nach kopiergeschützten und potenziell nicht abspielbaren Musik-CDs gesucht werden konnte. Als die meisten CDs aber wieder ohne Kopierschutzmechanismen ausgeliefert wurden, entschied man Mitte 2009, die Seite wieder aus dem Netz zu nehmen.
Die Umgehung eines „wirksamen Kopierschutzes“ ist nach der Novellierung des Urheberrechtes (Neues Urheberrechtsgesetz (UrhG), in Kraft seit 13. September 2003) nicht mehr zulässig (§ 95 a UrhG). Dabei stellt sich allerdings die Frage, ob die für Audio-CDs eingesetzten Kopierschutzverfahren überhaupt die Forderung nach einem wirksamen Kopierschutz erfüllen, da viele CD-Laufwerke diese Fehler automatisch korrigieren können. Eine gerichtliche Entscheidung zu dem Kopierschutz der Audio-CDs steht noch aus.
In Deutschland wird im Rechtsalltag das Umgehen des Kopierschutzes zu rein privaten Zwecken zwar als gesetzwidrig erachtet, ist jedoch bis heute nicht strafbar (Bagatellklausel). Nicht als Umgehung zählt dabei, den Kopierschutz lediglich nicht wirksam werden zu lassen. Beispielsweise lässt sich der Kopierschutz MediaMax CD3 von SunnComm unter dem Betriebssystem Windows einfach durch das Drücken der Umschalttaste deaktivieren, da hiermit der CD-Autostart ausgeschaltet wird. Unter macOS sowie Linux und anderen freien Systemen funktioniert dieser Kopierschutz aufgrund der anderen Zugriffsart auf das optische Laufwerk ohnehin nicht.
In der Schweiz ist die Entfernung eines Kopierschutzes zum privaten Gebrauch legal.

#### Technische Details
Es werden zahlreiche Verfahren verwendet, die ein Kopieren einer Audio-CD verhindern sollen, mit unterschiedlichem Schutz- und Wirkungsgrad. Alle diese Verfahren haben gemeinsam, dass sie schon das Auslesen und Abspielen der Daten stören oder verhindern, nicht jedoch das anschließende Kopieren. Die Hersteller dieser Verfahren gehen jedoch davon aus, dass die Modifikationen die (im Allgemeinen einfachere) Ansteuerungslogik eines Audio-CD-Spielers nicht so sehr stören wie die eines komplexeren CD-Laufwerks in einem Computer. Da zum digitalen Kopieren meist ein CD-ROM-Laufwerk zum Lesen der Daten benutzt wird, wäre somit ein Kopieren der Daten unmöglich gemacht. Außerdem können die Verfahren nicht zwischen einer (in der Regel legalen) Privat- oder Sicherheitskopie einerseits und einer illegalen Kopie andererseits unterscheiden.
- Illegale TOC (Table of Contents – Inhaltsverzeichnis): Bei diesem Verfahren werden (normalerweise in einer zusätzlichen Session) die Spurpositionen auf unzulässige (illegale) Positionen umgelenkt, wie zum Beispiel auf einen Block im Lead-In. Reine CDDA-Spieler lesen normalerweise nur die erste Session aus, die laut Red-Book-Standard die Audiodaten enthält. Somit betrifft dieser Schutz nur Multi-Session-fähige Laufwerke.
Eine andere Art der illegalen TOC äußert sich mit einer bei jedem Einlegen der CD wechselnden Trackliste. Die TOC steht mehrmals hintereinander auf der CD, vor allem, um Lesefehlern vorzubeugen. Hier werden eine Vielzahl von unterschiedlichen (und falschen) TOC abgelegt.
- Absichtliche Lesefehler: Durch Manipulation des CIRC werden an Stellen des Musikstückes mit einem annähernd linearen Anstieg des Pegels einige Sampledaten verfälscht. Die Prüfsumme wird jedoch über den korrekten Block berechnet. Damit werden beim Auslesen des Blockes die jeweiligen Samples als defekt markiert. Computerlaufwerke, die keinen speziellen Audio-Modus haben, geben die fehlerhaften Daten zurück, während HiFi-Laufwerke speziell auf solche Fehler vorbereitet sind und die fehlerhaften Daten (oft linear) interpolieren. Da der Pegel an der Stelle linear ansteigt, soll dieser Fehler auf HiFi-Spielern nicht hörbar sein. Allerdings ist es zu bemerken, dass in vielen Blöcken die Fehlerkorrektur schon ausgereizt ist. Jeder kleine Kratzer auf der Oberfläche kann echte Lesefehler provozieren. Man kauft sozusagen eine Audio-CD, die schon von vorneherein defekt ist.
- Falsche Q-Subcodes: Dieser Kopierschutz wird eher selten verwendet, da auch reine CDDA-Spieler damit Probleme haben können. Er basiert darauf, dass CD-Spieler die CD ähnlich wie eine LP in einem Durchgang abspielen, indem diese der Spur folgen. Nur bei der Spuranwahl oder beim Überspringen einzelner Stellen wird effektiv ein bestimmter Block gesucht. Bei Audio-CDs ist in jedem Q-Subcode zu einem Block die jeweilige Position vermerkt. Wenn man dort eine leicht abweichende Position einträgt (durcheinanderwürfelt), kann nicht mehr exakt gesucht werden, was aber reine CDDA-Spieler nicht stört (nur solche mit Erschütterungsschutz). Computerlaufwerke dagegen werden üblicherweise blockweise angesprochen und müssen sehr oft neu die Position auf der CD suchen. Dieses ist dann nicht mehr möglich, da die Positionen durcheinandergewürfelt sind und daher ein paar Blöcke vorher oder später gelesen wird. Dieses äußert sich in kurzen Wiederholungen oder fehlenden Stückchen (üblicherweise um 0,05 Sekunden lang).

#### Probleme und Folgen
Da allerdings in immer mehr Geräten der Unterhaltungselektronik sogenannte Kombilaufwerke verbaut werden, die eine Vielzahl von CD- und DVD-Formaten (z. B. MP3-CDs, Mixed Mode CDs) lesen können, führt dies dazu, dass nicht normgerechte Audio-CDs auch von diesen Geräten nicht mehr korrekt abgespielt werden können. Die zunehmende Verbreitung dieser Geräte und damit zunehmende Abspielprobleme von nicht normgerechten CDs hat dazu geführt, dass seit 2008 wieder zunehmend Audio-CDs ohne derartige Maßnahmen in den Handel gelangen.

## Inhalte und Formate
Die von der Schallplatte bekannte Vermarktungs-Unterteilung in große LPs und kleinere Singles wurde auch bei der Audio-CD übernommen. Dabei entstanden folgende inhaltsabhängige Formate:
- CD (Alben, Kompilationen): Tonträger mit 12 cm Durchmesser und etwa 45 bis 80 Minuten Musik/Tonmaterial
- Single: Tonträger mit 8 cm Durchmesser und etwa ein bis vier Stücken. Spielzeit in der Größenordnung von 12 bis 15 Minuten (Musik)
- Maxi/Maxi-Single: Tonträger mit 12 cm Durchmesser, aber nur etwa ein bis fünf Stücken

Daneben entstand die Promo-CD, ein Tonträger mit zwölf oder acht Zentimetern Durchmesser zu Werbezwecken, der meistens kostenlos verteilt wird. Er enthält manchmal das ganze Album, das beworben werden soll, manchmal aber auch nur sehr wenige Stücke oder nur Ausschnitte der ganzen Stücke. Zielgruppen für Promo-CDs sind als Multiplikatoren wirkende Menschen oder Institutionen, zum Beispiel Radiostationen oder DJs.

## Die ersten Audio-CDs
Die ersten Audio-CDs stellte das Plattenlabel Polygram am 17. August 1982 in Langenhagen bei Hannover vor; es handelte sich dabei unter anderem um
- Eine Alpensinfonie von Richard Strauss, gespielt von den Berliner Philharmonikern unter der Leitung von Herbert von Karajan,[29][30]
- Walzer von Frédéric Chopin für Klavier, gespielt von Claudio Arrau[31] sowie
- das Album The Visitors der Musikgruppe ABBA.[30]

Da in Europa zu dieser Zeit allerdings noch keine CD-Spieler auf dem Markt waren, wurden diese CDs erst ab November 1982 in Japan veröffentlicht. Als erste veröffentlichte Audio-CD der Geschichte gilt Billy Joels Album 52nd Street, das Sony Music Entertainment gemeinsam mit dem Player CDP-101 am 1. Oktober 1982 in Japan auf den Markt brachte.

## Ökonomie der Audio-CD
Nach dem Weltverband der Tonträgerindustrie (IFPI) machen die Lizenzen für die Musik „meistens mehr als ein Drittel des Abgabepreises an den Detailhandel aus“ und es erfolgt eine Quersubventionierung von erfolgreichen zugunsten anderer CDs, „denn nur 10–20 Prozent aller Neuerscheinungen spielen ihre Kosten ein“.
| Kostenart                  | Anteil    | Prozent  |
| -------------------------- | --------- | -------- |
| Plattenfirmen („Labels“)   | 3,90 Euro | 25 %     |
| Künstler                   | 1,05 Euro | 7 %      |
| GEMA                       | 0,90 Euro | 6 %      |
| Herstellung                | 0,60 Euro | 4 %      |
| Vertrieb                   | 3,45 Euro | 23 %     |
| Handel                     | 3,00 Euro | 20 %     |
| Umsatzsteuer (Deutschland) | 2,10 Euro | Anm.14 % |

Der Preis für Tonträger und Musikvideos erhöhte sich nach einer Studie des Statistischen Bundesamtes zwischen 1993 und 2003 nominal um 5,6 %, sank damit also real (unter Einberechnung der Inflation) um 10,6 %.

## Markt
Im Weihnachtsgeschäft 2007 sind in den USA, dem größten Musikmarkt der Welt, die Verkäufe von CD-Alben um 21 Prozent zum Vorjahr zurückgegangen. Im Jahr 2007 wurden in den USA 511 Millionen CD-Alben verkauft und damit 17 Prozent weniger als 2006. Der Umsatz ging um 20 Prozent auf 7,45 Milliarden US-Dollar zurück. Die CD-Single erholte sich von den geringen 1,7 Millionen auf 2,6 Millionen Stück (Umsatz: 12,2 Millionen Dollar).